# バリ海峡
バリ海峡（バリかいきょう、インドネシア語: Selat Bali, 英語: Bali Strait）はインドネシアにある海峡。ジャワ島東部とバリ島西北部の間にある海峡で、バリ海とインド洋を結んでいる。南北方向に伸び、長さ約20km。その北部が最も狭く、幅約2.5kmほどとなる。海峡を横断するフェリーなどが運航されている。